# Ripetizione dilazionata

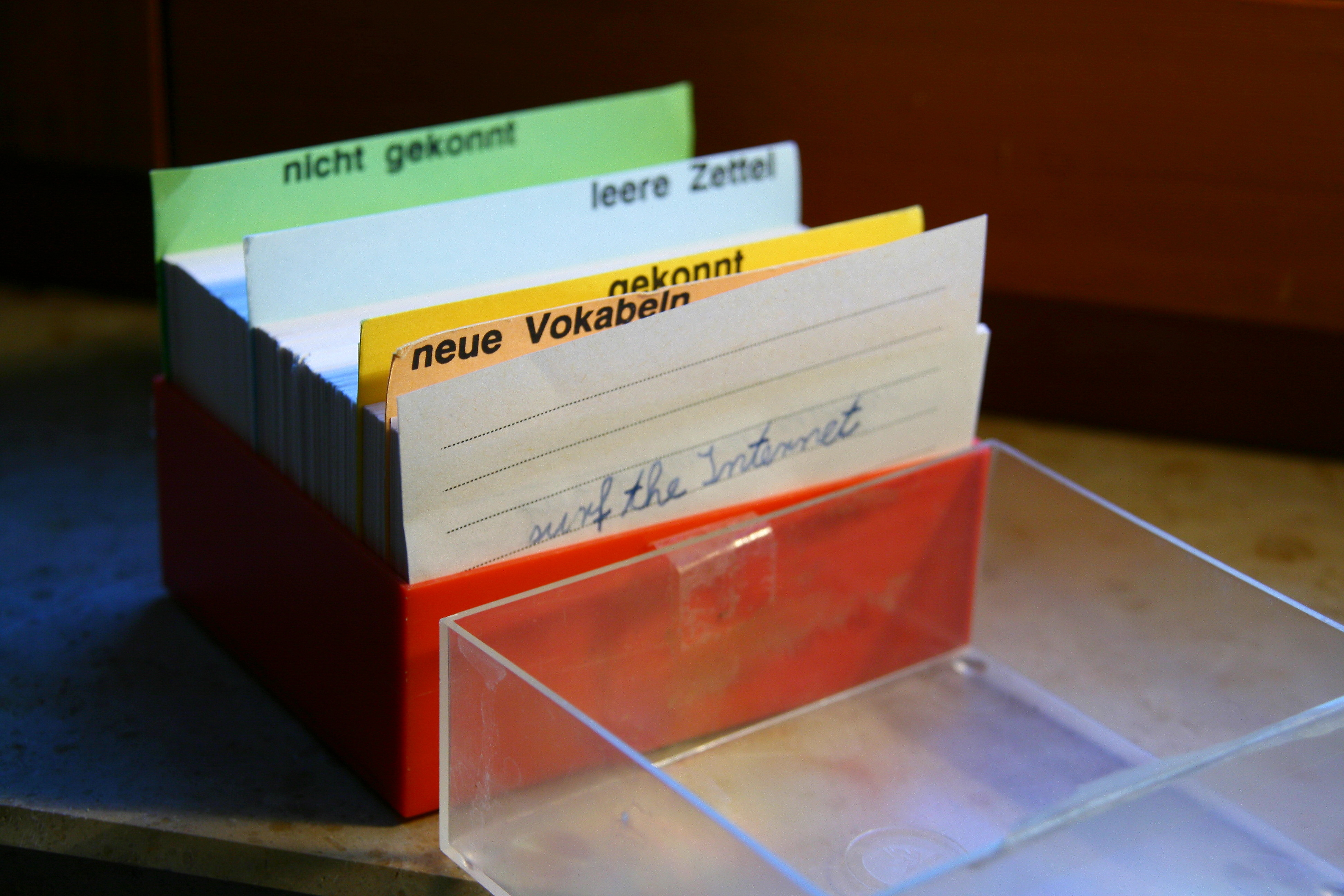
Delle flashcard in cartoncino, prima della loro dematerializzazione a causa dello sviluppo dell'informatica

La ripetizione dilazionata o ripetizione spaziata (in inglese Spaced Repetition e Spaced Learning) è un sistema didattico volto all'ausilio della memorizzazione di informazioni di qualunque tipo sfruttando non solo la mera ripetizione delle informazioni, bensì l'effetto spaziatura o "effetto di distribuzione temporale", ovvero il fatto che la memorizzazione a lungo termine di una informazione è più facile quando essa viene ripetuta poche volte anziché numerose volte su un tempo breve o su intervalli di tempo dalla durata rigida e immutabile. A questo effetto, si aggiunge l'effetto ritardo (lag effect), per cui la memorizzazione è migliore e più efficace se gli intervalli di tempo tra una ripetizione e l'altra su tempi via via crescenti, per cui tali intervalli di tempo non devono avere una durata rigida, inflessibile e immutabile.
La ripezione dilazionata è un sistema di memorizzazione che viene spesso formato e utilizzato attraverso un software (Spaced Repetition Software). Tali programmi gestiscono le informazioni da memorizzare, solitamente organizzate in carte dette flashcard e ne permettono l'accesso calcolando di volta in volta gli intervalli temporali di ripetizione più adatti. Tuttavia, la ripetizione spaziata non fa necessariamente e tassativamente uso delle flashcard.
La ripetizione dilazionata e le flashcard sono utilizzabili in qualunque materia sia in contesto scolastico che extrascolastico e da autodidatta. Un caso molto diffuso di utilizzo è l'apprendimento e acquisizione del vocabolario in una lingua straniera (L2).

## L'importanza della ripetizione e la memoria
In contesto di apprendimento sia della scuola dell'obbligo e universitario che extrascolastico, è necessario memorizzare e ritenere nella memoria a lungo termine le informazioni e nozioni. Queste ultime possono riguardare potenzialmente qualunque materia che è oggetto di apprendimento esplicito (e.g., Storia, matematica e fisica, letteratura, arte, basi di informatica e Storia della musica ecc.). Nel caso specifico delle lingue straniere, le informazioni e nozioni riguardano in primis caratteristiche apprese in modo esplicito come le regole grammaticali astratte (sintassi e eventuale morfologia) a seguito di spiegazioni verticale, una lista di vocaboli da imparare a ruota (apprendimento del vocabolario) e le regole di pronuncia e ortografia, se il docente insegna anche solo in parte seguendo l'approccio formalista/tradizionalista.
La ripetizione delle informazioni, in generale, permette a concetti, informazioni e nozioni di fissarsi meglio nella memoria a lungo termine; quest'ultima è suddivisa in memoria dichiarativa ("sapere", richiamo di nozioni astratte, focus sulle conoscenze teoriche) e memoria procedurale ("saper fare", focus sulle competenze). La memoria dichiarativa è detta anche "memoria esplicita", mentre la memoria procedurale è detta anche "memoria implicita". La memoria esplicita è formata dalla memoria dichiarativa episodica e dalla memoria dichiarativa semantica: la prima porta a ricordarsi degli eventi particolari nella propria vita, mentre la seconda porta a ricordarsi nozioni appartenenti alla conoscenza generale (o "conoscenza del mondo") con cui una persona viene a contatto attraverso i cinque sensi.
Entrambi i tipi di memoria a lungo termine, secondo il modello di memoria di Baddeley (1974) e il modello ACT di Anderson (1983), sono affiancate alla memoria di lavoro (in passato nota anche come "memoria a breve termine"), che è una memoria di elaborazione ("processing") delle informazioni che dura da 10 a 30 secondi, per cui la sedimentazione è solo momentanea.
A sua volta, la memoria di lavoro secondo il modello di Baddeley (2002) è suddivisa in tre componenti: il loop fonologico (phonological loop), il blocco da disegno visuo-spaziale (visuo-spatial sketchpad) e l'esecutivo centrale (central executive). Il loop fonologico permette di richiamare alla memoria un vocabolo appartenente a qualunque lingua e materia di studio attraverso i suoi elementi fonologici una volta che la persona è stata esposta a tale vocabolo. Il blocco da disegno visuo-spaziale invece gestisce l'informazione visuo-spaziale e cinestetica, cioè legata all'immagine e al movimento. Questi due tipi di informazione vengono uniti in una rappresentazione unica (Saleem, 2015). Nel caso dei vocaboli in L2, l'informazione legata all'immagine può derivare da illustrazioni, video, uso di oggetti reali (realia) o surrogati di realia (e.g., un giocattolo o origami che rappresenta un aereo) o dalla grafia del vocabolo; l'informazione legata al movimento deriva dalla mimica di un'azione, di un oggetto o di un aggettivo e, nel caso delle lingue tonali come il cinese, dai gesti tonali (cioè dalla mimica con il movimento della mano e della testa). Infine, l'esecutivo centrale supervisiona e controlla le informazioni, le manipola e aggiorna nella memoria di lavoro e integra le componenti fonetiche con quelle visuo-spaziali e cinestetiche (Baddeley, 1992). Le informazioni vengono poi collegate tra loro in delle reti, per cui un discente può imparare potenzialmente qualunque cosa facendo perno su una sempre più vasta conoscenza pregressa, come spiega anche il concetto di zona di sviluppo prossimale di Vygotsky.
Un altro concetto cardine riferito alla teoria della memoria e alla psicologia cognitiva è quello di priming: il priming è l'influenza di un item (e.g., un concetto qualunque) su un item successivo. Nel caso del priming positivo, il secondo item viene processato facilmente per cui per esempio verrà capito meglio e/o ricordato meglio, mentre nel caso del priming negativo, il secondo item verrà processato con difficoltà. Esistono vari tipi di priming e uno di essi è proprio la ripetizione di concetti e/o di gesti.
In contesto di apprendimento e acquisizione linguistica, la memoria dichiarativa è legata al richiamo delle regole astratte che riguardano un qualunque aspetto della L2 o anche della propria lingua nativa (L1), al richiamo di singoli vocaboli in isolamento e decontestualizzati e al richiamo di informazioni astratte sulla loro modalità d'uso (e.g., quasi-sinonimia, casi di sinonimia, eventuali connotati, utilizzo eventuale all'intero di un idioma); di contro, la memoria procedurale permette di parlare e scrivere in modo fluente, senza pensare consciamente alle regole grammaticali e ortografiche e ai vocaboli. Entrambi i tipi di memoria possono essere usati, ma la memoria dichiarativa tende a decadere più velocemente della seconda; inoltre, se il discente fa perno sempre sulla memoria dichiarativa e sulla conoscenza delle regole mentre produce output orale, la parlata sarà sempre rallentata. Inoltre, il concetto di rete è presente anche nei vocaboli che sono memorizzati e che dunque formalo il lessico mentale (mental lexicon). Le associazioni tra vocaboli possono essere formate ad esempio per classificazione (iponimi e iperonimi), per sinonimia, per caratteristiche fonetiche in comune (e.g., l'allitterazione negli idiomi in inglese, come in "time will tell") e per caratteristiche morfologiche comuni (e.g., la presenza di uno stesso affisso).
L'importanza della ripetizione è cristallizzata nella locuzione latina "Repetita iuvant" ("Le ripetizioni giovano"), di origine incerta; a essa si aggiunge un'altra locuzione latina a tema, "Repetitio est mater studiorum". La ripetizione come forma di priming che permette la memorizzazione è qui riferita ai vocaboli in L2, a cui si possono affiancare eventualmente gesti, mimica facciale, immagini e video.

## I tipi di ripetizione

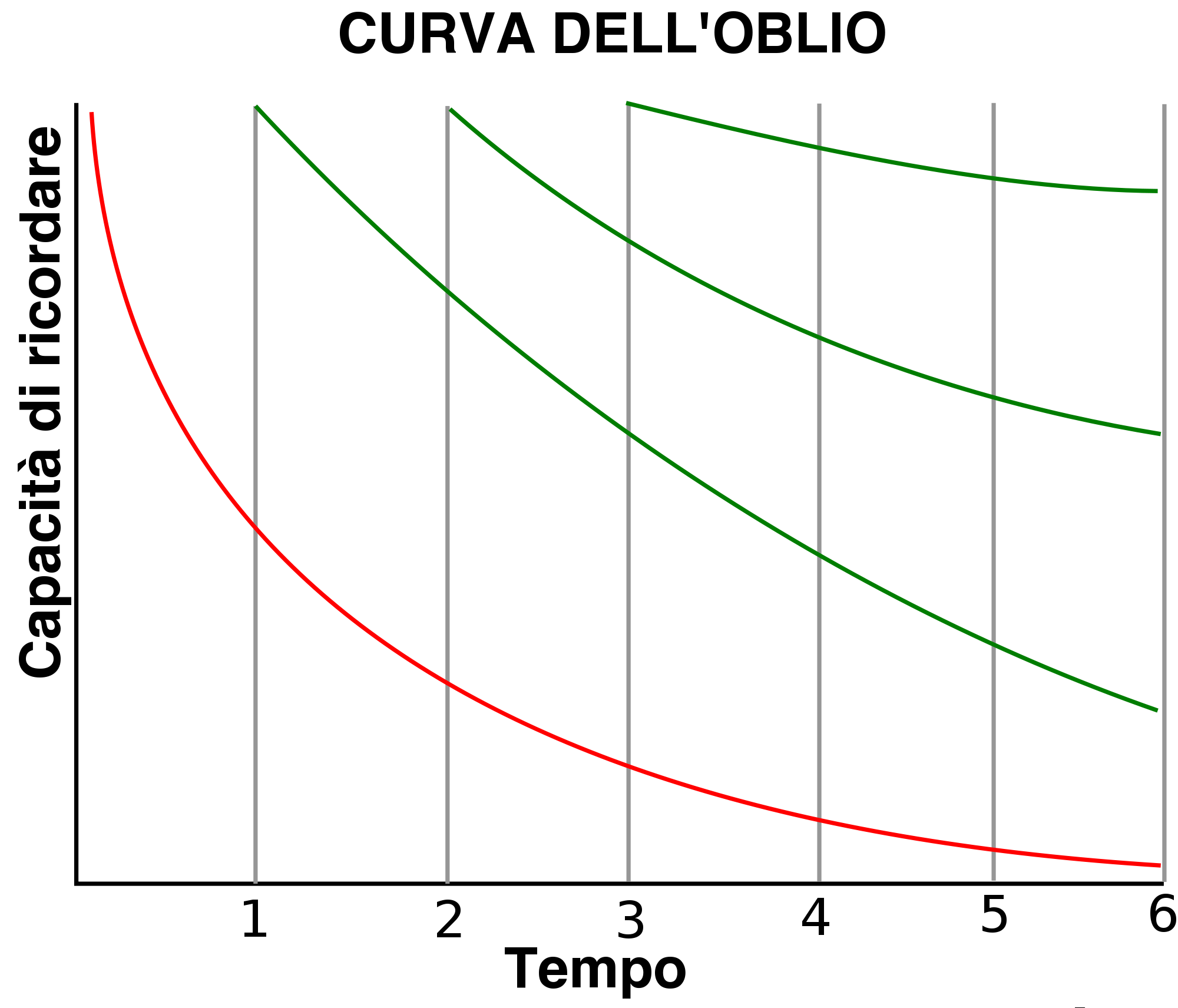
Rappresentazione grafica di tipiche curve dell'oblio

### La ripetizione verticale
La ripetizione verticale è un'unica ripetizione da cima a fondo di un intero argomento, anche con eventuali supporti come schemi, parole chiave e liste di domande aperte e chiuse. La ripetizione può essere una comune riesposizione o può assumere la forma di una ipotetica lezione verticale fatta per qualcuno.
In questo tipo di memorizzazione esplicita (incluso un vocabolo o sequenza formulaica in L2), una strategia di successo è avanzare nella ripetizione solo se tutto quello che è stato ripetuto fino a quel momento è stato ricordato con successo; in caso contrario, il discente deve fermarsi, ristudiare tutto fino al punto in cui si è fermato, ripetere di nuovo e andare avanti solo se si è ricordato tutto con successo.

### La secchiata
La ripetizione ad alta frequenza concentrata in un breve lasso di tempo è detta "cramming" o "Massed Learning" o "Massed Technique" ed è l'esatto opposto della ripetizione dilazionata. Inoltre, il cramming è tipico dello studio svolto in tempi già in partenza molto brevi o dello studio all'ultimo minuto, che in italiano colloquiale in senso dispregiativo viene detto "secchiata". La secchiata appena prima di un test non consolida tutte le informazioni in modo forte nella memoria dichiarativa, per cui la conoscenza è blandamente consolidata, mentre altre informazioni si fissano per 10-30 secondi nella memoria di lavoro e vengono subito resettate. Dopo il test, la conoscenza che lo studente è riuscito ad accumulare viene dimenticata in tempi rapidi (Willingham, 2014) a prescindere dall'esito positivo del test; inoltre, la secchiata è anche causa di stress, che a sua volta ha un impatto negativo sul processo di consolidamento nella memoria delle informazioni. Nel caso delle L2, l'uso sistematico del cramming potrebbe portare all'ansia verso le lingue straniere.
La secchiata e dunque lo studio a ridosso dei test è anche una pessima abitudine e una filosofia lesiva nei confronti della formazione dei discenti. Questo modo di organizzare il proprio studio, di imparare e di vivere la scuola dell'obbligo e l'università è talvolta promosso dalle scuole stesse. Infatti, l'insegnamento è spesso inteso e svolto in funzione di una verifica, interrogazione o esame universitario; pertanto, un docente in tali casi evita di richiamare alla memoria dei contenuti appartenenti a lezioni passate con dei collegamenti, per cui le vecchie informazioni nella mente dei discenti decadono (Atikah e Rezki, 2018). Oppure, il docente evita di costruire in continuazione la nuova conoscenza su quella vecchia o di impostare le unità didattiche come un filo continuo. Contemporaneamente, gli studenti hanno la tendenza a studiare solo per passare gli esami (Jalaluddin et al. 2011). Pertanto, i discenti dopo i test hanno la tendenza a dimenticarsi buona parte delle informazioni apprese e a non continuare a ripetere quanto appreso, anche con eventuali approfondimenti. Inoltre, le occasioni in cui i discenti che effettuano una secchiata prendono voti buoni possono spingere i discenti a preferire la secchiata rispetto a una diversa organizzazione delle ripetizioni. Qualora una materia è studiata solo e unicamente per i test, per cui il voto o una punizione è una motivazione esterna/estrinseca al discente, quando il corso finisce o il sistema di punizioni è abolito, si interrompe anche lo studio. Queste osservazioni possono essere interpretate come un modo lesivo pensare e organizzare l'insegnamento e lo studio e anche come un calo di motivazione verso la materia studiata che deriva da tanti motivi.
In uno studio, Patac (2013) ha consegnato lo stesso materiale di matematica da studiare a due diverse classi; in una classe, gli studenti hanno praticato un insieme di ripetizioni spaziate, mentre nell'altra classe hanno praticato una secchiata. Gli studenti nella media e sopra la media hanno imparato meglio con la ripetizione spaziata, mentre solo gli studenti più avanzati in assoluto sono riusciti a padroneggiare l'argomento attraverso una secchiata. Lo studio dimostra che in particolare gli studenti che non sono i più avanzati sono lesionati dalle secchiate, ma alla fine tutti gli studenti tenderanno a dimenticare i contenuti appresi dopo l'esame.
Di contro, la ripetizione dilazionata è la forma più efficace di ripetizione (Ebbinghaus, 1885; Patac, 2013; Gluckman et al., 2014; Silayo et al., 2014; Willingham, 2014; Kang, 2016).

### La ripetizione dilazionata e l'effetto spaziatura
I primi studi sugli effetti della ripetizione e sul ritmo con cui le informazioni decadono all'interno della mente sono stati svolti dallo psicologo e filosofo tedesco Hermann Ebbinghaus (1850-1909): in base a degli esperimenti di memorizzazione di parole inventate svolti su se stesso, scoprì la curva dell'oblio e l'effetto di spaziatura e teorizzò la ripetizione dilazionata. Le sue scoperte furono pubblicate nel saggio Über das Gedächtnis ("Memoria. Un contributo alla psicologia sperimentale", 1885); il libro, oltre a essere una pubblicazione fondamentale nella ricerca sulla ripetizione spaziata e la curva dell'oblio, ha fondato la psicologia cognitiva.
La ripetizione dilazionata è dunque l'opposto della secchiata, per cui un argomento o un gruppo di vocaboli in una L2 vengono ripetuti a intervalli non ravvicinati e in più sessioni nell'arco di alcuni giorni.
Un altro risultato ottenuto dallo psicologo fu l'identificazione dell'effetto spaziatura (spacing effect). Secondo questo fenomeno, imparare del materiale attraverso una distribuzione nel tempo dei ripassi di quanto memorizzato per la prima volta, sia più efficace che cercare di ricordare tutto facendo una sola sessione di memorizzazione. In altre parole, fare un solo grande ripasso la notte prima di un esame o il mattino stesso non sarà così utile quanto lo sarebbe fare più ripassi di quanto già imparato, a diversi intervalli di tempo, in un lasso di tempo più lungo.
I benefici delle presentazioni spaziate non sono così evidenti negli intervalli più brevi, e quindi in un intervallo di tempo ridotto un'esposizione massificata porta ad un risultato migliore. L'effetto di spaziatura può essere schematizzato con il concetto che la curva dell'oblio è soggetta a una dilatazione se il materiale che si vuole imparare viene ripassato prima che abbia raggiunto una certa soglia di oblio. Proprio dall'idea di sfruttare l'effetto di spaziatura nascono le ripetizioni spaziate (spaced repetition), una tecnica di apprendimento che prevede l'uso di crescenti intervalli di tempo tra ripassi successivi di materiale precedentemente imparato.
La ricerca scientifica ha dunque scoperto che studiare e ripetere un argomento (e dunque una serie di informazioni concatenate) in più sessioni invece di fare una secchiata in un'unica sessione permette di memorizzare meglio le informazioni (Amiri, 2019; Seibert Hanson e Brown, 2020; Tabibian et al., 2019; Roediger & Butler, 2011). In particolare, secondo Garcia (2014), il cervello riesce a fare maggiore perno sulla memoria dichiarativa episodica. Di contro, la secchiata e dunque uno studio in un'unica sessione non produce un risultato altrettanto migliore (Atikah & Rezki, 2018; Richard C. Atkinson & Shiffrin, 1968; González Ramírez & Ramirez, 2015; Mubarak & Smith, 2008; Sekeres, M. et al. 2016; Toppino & Gerbier, 2014; Vlach et al., 2019).
Un sondaggio di studenti del college (Morehead, Rhodes, & DeLozier, 2016) indica che gran parte degli studenti è consapevole che le secchiate sono meno efficaci della ripetizione spaziata, tuttavia gli studenti ammettono che spesso accumulano lo studio prima di un esame, svolgendo dunque una secchiata (Susser e McCabe, 2013). Inoltre, il Grade Point Average (GPA) degli studenti è correlato con la ripetizione spaziata: i discenti che hanno un GPA più alto (cioè una media dei voti più alta) usano in gran parte la ripetizione spaziata (Hartwig e Dunlosky, 2012), mentre quelli che hanno voti più bassi tendenzialmente usano la secchiata. Gli studenti tendenzialmente preferiscono le secchiate, per cui idealmente sono da evitare, ma concretamente sono usate sistematicamente. Il primo motivo di questo comportamento contraddittorio è la mancanza di pianificazione dello studio sfruttando la capacità metacognitiva (i.e., sapere come si impara, essere consapevoli di cosa si fa e non si fa e delle conseguenze sulla propria formazione). Il secondo motivo è la falsa sensazione in capo ai discenti di imparare di più e nel lungo termine con le secchiate (Finn e Tauber, 2015).
Nel caso della matematica, l'uso della ripetizione distanziata nel ripasso e discussione delle formule matematiche permette non solo di ricordarsi meglio le formule, ma di rafforzare l'associazione tra il tipo di problema e la sua soluzione (Kang, 2016). La ripetizione spaziata, in un esperimento sullo studio delle catene alimentari in scienze, ha mostrato come la ripetizione dilazionata non solo ha migliorato la memorizzazione dei concetti, ma ha anche migliorato le abilità di generalizzazione delle conoscenze (Gluckman et al., 2014; Davey, 2014). Nel 1939, H.F. Spitzer misurò l'effetto di spaziatura su 3600 studenti, dimostrando l'efficacia del metodo.
Più il tempo speso a ripetere è ampio e spalmato in un lungo orizzonte temporale, più la memoria è rafforzata; tuttavia, la ripetizione spaziata non è da intendere come delle sessioni di ripetizioni non-stop ogni giorno in quanto questa non è la definizione di "ripetizione dilazionata". Pertanto, il detto popolare "più si ripete, meglio è" è una falsa teoria della psicologia folk. Inoltre, le sessioni di ripetizioni non-stop ogni giorno sono impossibili e, anche se fossero possibili, consumerebbero molto tempo e molte energie che sarebbero altrimenti utilizzabili in modo efficiente. Infine, tali sessioni di studio possono portare a ansia, noia e demotivazione; nel caso dello studio delle lingue straniere, tutte e tre queste emozioni negative sono indirizzate verso l'oggetto di studio, cioè le lingue straniere.
L'effetto spaziatura è stato applicato anche con pazienti con deficit cognitivi e ha dato risultati positivi (Schacter et al., 1985; Dempster, 1989).

#### L'effetto ritardo
L'effetto ritardo (lag effect) è l'osservazione per cui le persone imparano ancora meglio con la ripetizione dilazionata se l'intervallo tra una sessione di pratica e l'altra incrementa gradualmente, per cui a maggior ragione si evita la secchiata o il ripasso continuo e estenuante lungo intervalli di tempo rigidi, inflessibili, immutabili e monolitici. Pertanto, le sessioni sono distanziate dapprima di alcuni secondi, poi di alcuni minuti, poi di alcune ore, poi di pochi giorni, poi di una o più settimane e infine di uno o più mesi; potenzialmente, se il discente desidera conservare la memoria di quanto appreso, può continuare costantemente a ripetere intervallando le sessioni di alcuni mesi.

### Teorie dell'apprendimento della ripetizione dilazionata
Le teorie dell'apprendimento della ripetizione dilazionata hanno provato a formalizzare il funzionamento della ripetizione dilazionata; altri contributi vengono dalle neuroscienze e in particolare dall'osservazione del meccanismo di neurogenesi legato alla ripetizione dilazionata a intervalli crescenti e dall'attività cerebrale durante le varie sessioni di ripetizione dilazionata. In totale, le teorie sono almeno una decina, di cui le ultime tre (New Theory of Disuse, Multiple Trace Theory, Study-Phase Retrieval) sono state discusse da alcune ricerche sulla neurogenesi:
- la spaziatura tra le opportunità/sessioni di apprendimento rende l'apprendimento più difficile ma in un modo che è desiderabile (Desirable Difﬁculty Framework, Bjork, 1994; Suzuki, Nakata e DeKeyser, 2019).
- L'oblio che avviene attraverso la spaziatura crea più sforzi di richiamo che dunque rinforzano la ritenzione (Bjork, 1975).
- La spaziatura tra opportunità/sessioni di apprendimento migliora l'apprendimento ripetuto che ne consegue (consolidation, e.g., Wickelgren, 1972).
- La spaziatura tra opportunità/sessioni permette una maggiore rielaborazione attenzionale (attentional processing), mentre il cramming/secchiata risulta in una rielaborazione minore (Deﬁcient Processing, Jacoby, 1978; Koval, 2019).
- La spaziatura porta a una riduzione dell'accessibilità dell'informazione nella memoria e ciò migliora l'apprendimento addizionale dell'informazione (Accessibility Principle, Bjork e Bjork, 1992).
- La spaziatura rende l'apprendimento ripetuto più distintivo e l'apprendimento in diversi contesti è ricordato meglio (Contextual Variability Theory, Melton, 1970).
- Un item/informazione nella memoria è caratterizzata da due forze: una è la forza di immagazzinamento (storage strenght) mentre l'altra è la forza di richiamo (retrieval strenght). La forza di immagazzinamento indica quanto bene un item è appreso, mentre la forza di richiamo indica quanto è accessibile un item attraverso il richiamo attivo o il riconoscimento passivo (e.g., vocabolario attivo/produttivo/espressivo e vocabolario passivo/recettivo in una L2). A seguito di una secchiata, le informazioni sono caratterizzate da una forza di richiamo molto forte, e per cui i processi di richiamo nella mente sono perfino momentaneamente ridotti; tuttavia, questa situazione si abbatte in modo molto negativo sulla la forza di immagazzinamento, che è diminuita. Pertanto, le informazioni non restano immagazzinate a lungo nella memoria a lungo termine e decadono (New Theory of Disuse, Bjork e Bjork, 1992; Zhao et al., 2015).[13][14]
- La spaziatura manipolata tra richiami (cioè il testare l'informazione dalla memoria) produce benefici sulla ritenzione nel lungo termine (Study-Phase Retrieval, e.g., Toppino e Bloom, 2002)
- Le memorie diventano stabili con il tempo perché le tracce della memoria iniziale sono moltiplicate e differenziate; tutte queste tracce nella memoria sono infine unificate in una rappresentazione stabile nel cervello, che dura nel lungo termine (Multiple Trace Theory, Nadel e Moscovitch, 1997; Moscovitch et al., 2005).[11]

La New Theory of Disuse e lo Study-Phase Retrieval sono a loro volta collegati a al modello di differenziazione della memoria (Differentiation Model of Memory, Kılıç et al., 2017): la prima esposizione a un'informazione porta a una traccia nella memoria, mentre l'esposizione ripetuta a un'informazione porta a un immagazinamento di informazione addizionale nella traccia iniziale; in alte parole, la traccia è aggiornata. Pertanto, durante il richiamo diventa sempre più evidente e meno indistinta.
Le flashcard (anche in forma virtuale) sono un tipico strumento usato per la ripetizione dilazionata, tuttavia i discenti di qualunque materia (incluse le lingue straniere) potrebberlo usarle in modo inefficace, per esempio con intervalli di ripetizione rigidi o durante una secchiata pochi giorni o poche ore prima di un test. Quest'attitudine in particolare si registra tra i discenti di lingua straniera (Kornell, 2009). Pertanto, le flashcard di per sé non garantiscono il successo di questa strategia: le flashcard sono un mero strumento, per cui il success dipende dall'uso corretto che se ne fa.
L'effetto ritardo ha un effetto positivo anche in discipline sportive come la ginnastica e il baseball e nei videogiochi. I risultati positivi sono confermati anche dalle meta-analisi di studi svolti nell'arco di decenni svolte da Ruth (1928), Dempster (1989) e Donovan e Radosevich (1999).

### Neurochimica della ripetizione dilazionata
Il fatto che la ripetizione dilazionata aiuti la memoria ha una base e una causa neurochimica: secondo la neuroscienza moderna, le ripetizioni dilazionate permettono di formare e rafforzare le connessioni all'interno delle reti neurali (o "circuiti neuronali") siccome lasciano il tempo necessario alla rigenerazione neurochimica (Baddeley, 1990); per la precisione, la ripetizione spaziata permette la neurogenesi a differenza del cramming, cioè delle secchiate. In generale, l'apprendimento di qualunque cosa aumenta le possibilità di sopravvivenza delle cellule nel cervello e la ripetizione spaziata, quindi la riesposizione a quanto appreso salva più neuroni dal decadimento e morte. In generale, se il cervello ritiene più cellule, si apprende meglio e dunque si conosce qualcosa meglio o si sviluppano competenze migliori, come osservato da test sugli animali; i test di ripetizione dilazionata sugli animali hanno mostrato come si siano generate nuove cellule nell'ippocampo, che svolge un ruolo fondamentale nella formazione della memoria a lungo termine dichiarativa. In generale, migliaia di neuroni sono generati ogni giorno nella formazione dell'ippocampo, una struttura nei lobi parietali, ma molte di queste cellule decadono e muoiono entro poche settimane (Cameron e McKay, 2001); gli esperimenti sugli animali hanno mostrato come tali cellule non decadono se gli animali sono addestrati a svolgere un task. Ma gli animali addestrati con il cramming, che equivale alla secchiata negli umani, mostrano un decadimento della memoria, mentre gli animali addestrati con la ripetizione dilazionata mostrano una persistenza della memoria (Hintzman, 1974). La ripetizione dilazionata infatti incrementa la persistenza e forza della memoria (Spreng et al. 2002). In particolare, le nuove cellule che si generano nella zona subgranulare (SGZ) del giro dentato (una parte della formazione dell'ippocampo) nei tipo addestrati con il labirinto acquatico di Morris sono sensibili alle informazioni spaziali, ma non sono usate nella formazione di una nuova memoria spaziale, bensì forse hanno un ruolo nella ritenzione o ripescaggio di queste memorie. La neurogenesi avviene anche nella zona subventricolare (SVZ), che fa parte dei ventricoli laterali. La ripetizione dilazionata migliora la neurogenesi perché gli intervalli di tempo permettono al loro interno dei cambi nell'espressione del gene (gene expression) e nella sintesi proteica; questi fenomeni neurochimici estendono la vita delle cellule nervose coinvolte nel processo di apprendimento. Altri meccanismi probabilmente coinvolti sono quelli glutammatergici (cioè relativi al glutammato, un amminoacido e neurotrasmettitore coinvolto nella sintesi proteica) e GABAergico (cioè relativo all'amminoacido GABA, anch'esso neurotrasmettitore) siccome entrambi permettono la sopravvivenza delle cellule neurali (Tsien et al. 1996; Tashiro et al. 2006; Deisseroth et al., 2004; Tozuka et al., 2005).
Dunque, i processi neurali legati all'effetto spaziatura e all'effetto ritardo non sono ancora chiari fino in fondo. Due modelli hanno provato a spiegarli: il primo è l'ipotesi di variabilità della codifica (Encoding Variability Hypothesis), mentre il secondo è l'ipotesi di recupero dello studio-fase (Study-Phase Retrieval Hypothesis); a livello di spiegazione dei meccanismi neurali durante la ripetizione dilazionata, sono l'uno l'opposto dell'altro. In base a un esperimento sugli animali, la ripetizione spaziata migliora la memoria nel lungo termine siccome incrementa lo sforzo di richiamo dell'informazione e migliora il ripristino del pattern (pattern reinstatement) delle rappresentazioni neurali precedenti, cosa che potrebbe essere ottenere riducendo la forza di recupero momentanea (momentary retrieval strenght): infatti, gli intervalli crescenti nella ripetizione dilazionata potrebbero aiutare a eliminare la rappresentazione residua (residual representation) nella memoria di lavoro. In sintesi, la ripetizione spaziata migliora la memoria a lungo termine siccome migliora la similarità spaziotemporale (spatiotemporal similarity) nel cervello. In base a queste osservazioni empiriche, l'ipotesi di recupero dello studio-fase è l'ipotesi corretta.
La ripetizione dilazionata e dunque l'apprendimento spaziato influenza inoltre i gruppi di neuroni nel cervello: in base a degli esperimenti sui ratti, la corteccia prefrontale dorsomediale (dmPFC) è coinvolta nell'acquisizione della memoria in tale contesto; inoltre, essa promuove la riattivazione di gruppi neuronali prefrontali che processano le memorie quasi-episodiche (la memoria episodica è parte della memoria a lungo termine dichiarativa; la memoria quasi-episodica è presente negli animali e si distingue dalla memoria episodica negli Uomini). Nei ratti, la ripetizione dilazionata quando culmina in apprendimento può rafforzare la memoria associativa, la memoria quasi-episodica, la memoria motoria e la memoria spaziale. Nell'apprendimento, in generale, alcuni neuroni nel cervello riescono a immagazzinare un'informazione siccome hanno un'eccitabilità intrinseca e un orientamento (drive) sensoriale esterno, cioè rivolto agli stimoli esterni; ma tali informazioni possono poi decadere se non sono consolidate da ulteriori esposizioni e richiami e dunque da un rimodellamento sinaptico di tipo strutturale e anche funzionale.
L'efficacia della ripetizione dilazionata è mediata da processi sinaptici e molecolari che coinvolgono l'attivazione di proteine di segnalazione chiave e fattori di trascrizione (a loro volta proteine) e portano a una plasticità sinaptica più alta rispetto ad altri tipi di ripetizione grazie alla neurogenesi. I gruppi di neuroni, quando codificano un'informazione, si attivano seguendo un preciso pattern e quando richiamano un'informazione si riattivano seguendo lo stesso pattern. Sempre riguardo ai gruppi di neuroni, l'effetto spaziatura porta a dei meccanismi molecolari e sinaptici che influenzano il pattern di riattivazione (ma non la grandezza) dei gruppi di neuroni; l'influenza su tali meccanismi è presente durante la codifica nella memoria, durante l'immagazzinamento e durante il richiamo. Infatti, quando l'apprendimento avviene ripetutamente, i segnali molecolari iniziati durante la prima esperienza di apprendimento estendono la finestra temporale di eccitabilità neuronale e dunque aumentano la probabilità che lo stesso gruppo di neuroni si riattivi durante le esperienze successive. Quindi, la connettività sinaptica interna al gruppo di neuroni viene rinforzata. Inoltre, le interazioni con altri circuiti neuronali vicini che potrebbero competere diventano più sparse ma migliorano, per cui la possibilità di dimenticare l'informazione è minore e contemporaneamente l'informazione preserva la propria specificità. In sintesi, la grandezza dei gruppi neuronali non viene influenzata dalla ripetizione spaziata, bensì il fenomeno osservato è il rinforzo della memoria a lungo termine a causa della connettività rinforzata a sua volta dalla riattivazione più precisa dei gruppi neuronali.
Uno stile di vita sano ha ricadute positive sulla neurogenesi e dunque a cascata sui processi di apprendimento, in particolare su quelli che si basano sulla ripetizione dilazionata a intervalli crescenti. La neurogenesi nella zona subgranulare del giro dentato infatti è migliorabile con l'esercizio aerobico, come ad esempio la corsa. Un altro fattore è un buon quantitativo di sonno, siccome uno scarso sonno ostacola la neurogenesi nell'ippocampo. Pertanto, sia il sonno che un generico periodo di riposo anche breve permette il consolidamento della memoria (Karni et al., 1994); in generale, un bambino e ragazzino di età scolare fino ai 12 anni dovrebbe dormire da 9 a 12 ore al giorno, mentre un adolescente fino a 18 anni dovrebbe dormire da 8 a 10 ore al giorno per evitare problemi di apprendimento e anche di altra natura. Una dieta ricca di grassi non buoni e zuccheri/glucidi negli adulti ostacola la neurogenesi nell'ippocampo, oltre ad avere altri effetti negativi sull'organismo. Dopo i 18 anni (anzianità inclusa), non esiste una stima esatta del sonno consigliato per la neurogenesi, ma in generale un adulto che dorme meno di 7 ore ha il 30% di probabilità in più di sviluppare una malattia coronarica e altre malattie annesse, per cui esiste una stima minima per non sviluppare malattie. Anche fumare tabacco in modo cronico (e dunque assumere nicotina) ostacola la neurogenesi, oltre ad avere altri effetti negativi sull'organismo. Anche la difficoltà eccessiva dell'apprendimento impatta la neurogenesi, in particolare la proliferazione cellulare, per cui un apprendimento che procede per gradi di complessità via via crescenti è una soluzione. Anche un ambiente ricco di stimoli ambientali (Enriched Environment, EE), in base agli esperimenti sui ratti, aumenta la neurogenesi. Un esempio di ambiente intellettualmente stimolante è una casa con una biblioteca piena di libri o un'aula Montessori. Infine, l'ippocampo tra le sue varie funzioni regola anche lo stress e l'ansia, ma quando i livelli di cortisolo (un ormone collegato all'ansia) sono troppo alti, lo stress e l'ansia eccessivi ostacolano la neurogenesi, per cui praticare le sessioni di studio e ripasso sotto un livello di ansia e stress gestibili (se non azzerati) promuove la neurogenesi.
Inoltre, secondo Garcia (2014), la ripetizione dilazionata inoltre influenza l'attività cerebrale in modo positivo siccome diminuisce il fenomeno della ripetizione neurale (neural repetition) o "soppressione da ripetizione" (suppression repetition, SR): la soppressione da ripetizione è la diminuzione di attività neurale nel momento in cui gli stimoli sono ripetuti un numero eccessivo di volte. La SR è stata scoperta attraverso la risonanza magnetica funzionale (fMRI) del cervello ed è causata da una diminuzione dell'ossigeno nel sangue per cui i neuroni attuano una risposta adattativa. Questo fenomeno si contrasta se un discente usa la ripetizione spaziata o se si espone a stimoli improbabili/inattesi.

### La curva dell'oblio
La curva dell'oblio (forgetting curve in inglese; Vergessenskurve in tedesco) è una curva disegnabile in un grafico bidimensionale con due assi (X e Y) che indica la velocità nel tempo con cui dei concetti e/o vocaboli di una L2 vengono dimenticati da una persona. La curva mostra visivamente come l'andamento della dimenticanza/oblio delle parole segua un andamento/ritmo esponenziale: un fatto è velocemente dimenticato nelle prime ore per poi tendere a decadere con più lentezza.
La curva ha anche una formalizzazione matematica in un modello detto Half-Life Regression (HLR). Esso si basa in partenza sulla rappresentazione di un'equazione: p = 2−∆/h. La "p" indica la probabilità di ricordarsi correttamente ("recall") un item ed è funzione di "∆", ovvero l'intervallo di tempo trascorso dall'ultima volta in cui l'item è stato praticato, solitamente misurato come numero di giorni; "h" è la misura della forza nella memoria a lungo termine del discente ("half-life"). Il risultato dell'equazione è un numero decimale. Pertanto:
- se la parola è stata appena praticata, l'intervallo temporale è nullo (∆ = 0), per cui p = 20 = 1.0;
- se ∆ = h, allora il discente rischia di non ricordare bene l'item (p = 2−1 = 0.5);
- se l'intervallo temporale è eccessivamente lungo (∆ ≫ h), allora il discente quasi sicuramente non si ricorderà l'item in base al risultato dell'equazione (p ≈ 0).

La misura della forza nella memoria a lungo termine del discente h si può anche indicare come ĥΘ = 2Θ·x, in cui Θ è un vettore di pesi (vector of weights). Inoltre, la funzione di perdita (loss function) è L(x; Θ) = (p − ṗΘ)2 + (h − ĥΘ)2 + λ||Θ||22 , da cui si ricava h = −∆/log(p).
La curva è stata scoperta da Ebbinghaus, che per l'occasione preparò delle liste di sillabe senza senso (costituite da combinazioni casuali consonante-vocale-consonante come "WID" o "ZOF") e misurò quanto impiegava a dimenticarle e impararle di nuovo. Lo scienziato si esercitava recitando a memoria al ritmo di 2,5 sillabe al secondo: mantenendo un rigore marziale, si allenò per più di un anno. Poi, per mostrare che i risultati che stava ottenendo non erano casuali, ripeté l'intero set di esperimenti tre anni dopo, elaborando quindi la curva dell'oblio.
Svariati studi scientifici hanno modificato la curva dell'oblio in base a come il processo di oblio è condizionato da alcune variabili. Per esempio, il modello Complexity-based Half-Life Regression (C-HLR+) vi aggiunge una caratteristica linguistico-psicologica a x, ovvero vi aggiunge la complessità della parola. Infatti, le parole più complesse sono le più difficili da ricordare. Per esempio, le parole composte da più sillabe (polisillabiche) sono più difficili da memorizzare rispetto a quelle composte da una sola sillaba (monosillabiche) siccome l'informazione fonetica è maggiore. Pertanto, le parole polisillabiche in L2 possono essere più prone alla dimenticanza, specialmente se il discente non è di livello avanzato. Inoltre, le parole che hanno un significato concreto sono più facili da ricordare rispetto a quelle che hanno un significato astratto: infatti, le prime attivano codici di memoria percettivi oltre che i codici verbali.
La complessità delle parole "Ci" influenza la possibilità di richiamo nella mente della parola: più la complessità è alta, più il richiamo è ostacolato e dunque l'oblio è più rapido, per cui la curva di oblio si modifica graficamente siccome diventa più ripida. La curva di oblio aggiornata nel modello HRL+ è rappresentata dall'equazione p = 2−∆·Ci/h, da cui ĥΘ = 2Θ·x.
I fenomeni che riguardano nello specifico l'oblio delle informazioni elencati da Wixted (2004), tenendo in disparte condizioni patologiche e i disturbi della memoria come l'amnesia, sono:
- il decadimento puro
- l'interferenza (quando altre informazioni degradano, inibiscono o competono con le informazioni che vanno ricordate)
- la deriva del contesto (quando il contesto al tempo dell'apprendimento della memoria differisce dal contesto successivo)
- l'inibizione adattiva dell'informazione (l'informazione resta memorizzata anche se non serve più ed è solo in apparenza dimenticata. Tali informazioni possono riemergere ed essere riportate alla luce e un esempio è il riflesso pavloviano: quando le sessioni di condizionamento che fanno nascere il riflesso pavloviano finiscono, il riflesso resta nella mente e si riattiva dopo solo una nuova sessione di condizionamento)

La curva dell'oblio è valida anche nel caso dell'acquisizione delle lingue straniere.

#### Le leggi della dimenticanza e la legge dell'amnesia retrograda
Un concetto legato alla curva dell'oblio è quello delle leggi della dimenticanza (Laws of Forgetting) di Jost, elaborate nel 1897. La prima legge afferma che la nuova ripetizione di un'informazione ha più valore di una vecchia. In altre parole, la ripetizione frequente crea memorie che durano di più. La seconda legge afferma che date due memorie di stessa forza ma acquisite in due momenti temporali differenti e cioè di età diverse, quella più vecchia decade più lentamente di quella più giovane.

La seconda legge della dimenticanza di Jost è collegata alla legge dell'amnesia retrograda di Ribot, elaborata in "Les maladies de la memoire" ("Le malattie della memoria", 1881). Quest'ultima legge afferma che, man mano che le memorie invecchiano, diventano più resistenti a forze dirompenti come le interferenze causate dal nuovo apprendimento e traumi come il danno cerebrale e l'elettroshock. La resistenza è sempre maggiore e deriva dal fatto che le memorie, quando non decadono, si consolidano e stabilizzano lungo il tempo. Ribot ha formulato la sua legge in base a osservazioni cliniche su pazienti che presentavano delle cerebrolesioni: i pazienti ricordavano meglio le memorie più vecchie rispetto a quelle più giovani. Sia le leggi della dimenticanza di Jost che la legge dell'amnesia retrograda di Ribot hanno avuto conferme scientifiche. Tuttavia, un aspetto cruciale delle leggi di Jost è che, secondo Simon (1966) e Wixted (2004), sono incompatibili con una curva di oblio dall'andamento esponenziale nonostante l'intuito suggerisca il contrario; Wixted (2004) discute questo punto problematico e propone una teoria della memorizzazione basata sulle intuizioni di G. E. Müller e A. Pilzecker ("Experimentelle Beiträge zur Lehre vom Gedächtnis", "Contributi sperimentali alla scienza della memoria", 1900).

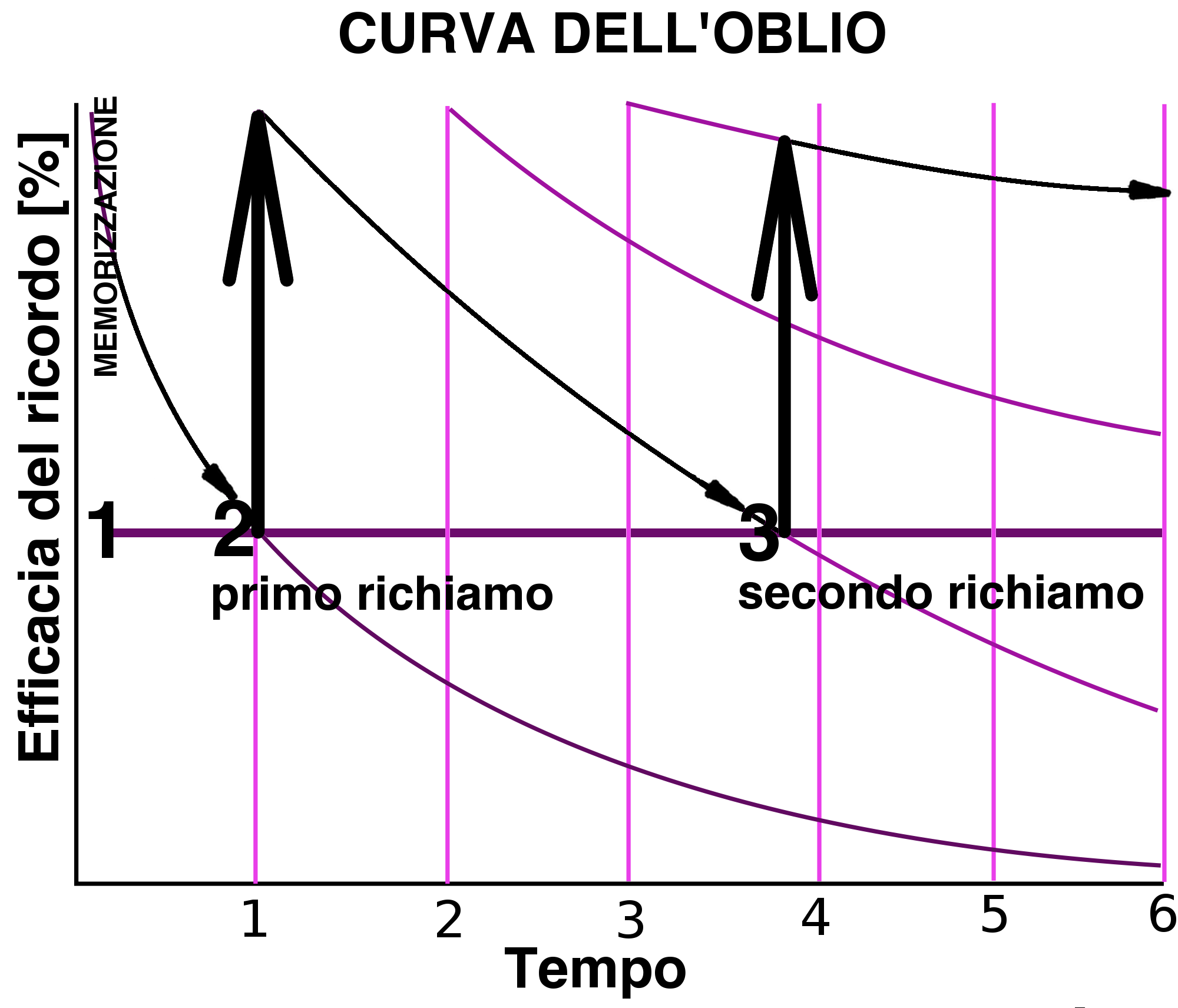
Rappresentazione grafica del principio su cui si basa il sistema delle ripetizioni dilazionate: ogni richiamo viene effettuato raggiunto un livello di soglia minima del ricordo e cade ad intervalli temporali crescenti

### Ripetizione dilazionata e acquisizione delle L2
L'acquisizione delle lingue straniere e dunque lo sviluppo di competenze in una L2 è un processo diverso dall'apprendimento di conoscenze e competenze dalle altre materie scolastiche e universitarie/accademiche siccome acquisire e produrre delle strutture grammaticali è diverso da apprendere nozioni e formule. Tuttavia, i discenti anche universitari usano le stesse strategie delle altre materie scolastiche per provare a acquisire una L2 (Gardner, 2007; Oxford e Nyikos, 1989; Victori e Lockhart, 1995). In particolare, la secchiata è spesso utilizzata, con il risultato che la memorizzazione nel lungo termine ha una scarsa durata (Kornell, 2009); inoltre, l'acquisizione delle L2 è un percorso di memorizzazione e ritenzione cumulativo (Leki e Carson, 1994; Meara, 1980, 1984), per cui se la vecchia conoscenza è dimenticata, il discente non avanzerà mai fino al livello che desidera raggiungere o che deve raggiungere in base al programma scolastico.
Inoltre, anche nel caso in cui il discente prenda un voto positivo a seguito di una secchiata (Graham, 2007), potrebbe costantemente sentirsi incompetente nella lingua a causa dell'incapacità di seguire un percorso di memorizzazione cumulativo, per cui può soffrire di ansia verso le lingue straniere e/o avere una scarsa autostima nell'acquisizione delle lingue straniere e una scarsa motivazione nello studio delle lingue straniere a loro volta deleterie nel percorso di acquisizione di L2. In particolare, la motivazione nello studio delle L2 è il fattore psicologico più incisivo, fondamentale e determinante nel successo o meno nell'acquisizione della L2 (Lasagabaster, Doiz e Sierra, 2014).
L'enfasi dello sforzo sia buona strategia per aumentare l'autostima dei discenti e portarli al successo nell'acquisizione di una L2 rispetto a credenze della linguistica folk come l'essere naturalmente portati per una lingua o il fatto che non essere più bambini molto piccoli rende l'acquisizione delle L2 più difficile (quando invece i bambini molto piccoli sono cognitivamente molto immaturi e non conoscono già una lingua nativa e dunque hanno dei tempi più lunghi); inoltre, permette gli fargli sviluppare un mindset di crescita (growth mindest, teorizzato da Dweck). Tuttavia, se gli sforzi sono basati su strategie inefficaci di apprendimento e acquisizione di qualunque materia, inclusa la L2, allora l'effetto finale è ancora deleterio (Dweck, 2015); per parallelismo, tutti i modi di dire sul "duro lavoro" sono errati se il lavoro si basa su un'organizzazione e strategia inefficace.
Nell'ambito delle lingue straniere (L2), la ripetizione dilazionata ha dato degli esiti positivi nell'apprendimento esplicito del vocabolario. In uno studio di Lotfolahi e Salehi (2017), un gruppo di bambini discenti di inglese L2 ha effettuato uno studio di vocaboli con la ripetizione spaziata, mentre un altro gruppo ha effettuato uno studio secondo il modello del cramming. Il gruppo che ha usato la ripetizione spaziata ha avuto una prestazione migliore rispetto al gruppo che ha ammassato lo studio. Altra ricerca sperimentale (Bahrick et al., 1993; Bloom e Shuell, 1981; Ellis, 1995) ha confermato gli effetti positivi della ripetizione dilazionata sulla ritenzione nella memoria a lungo termine del vocabolario di una L2. Pertanto, l'effetto ritardo ha un effetto positivo anche nell'acquisizione delle lingue straniere (Atkinson, 1972; Bloom e Shuell, 1981; Cepeda et al., 2006; Pavlik Jr. e Anderson, 2008).
In uno studio in cui dei discenti universitari hanno appreso lo spagnolo L2 base con Anki, un software di flashcard, i ricercatori hanno confermato i benefici della ripetizione dilazionata e dell'effetto ritardo, fermo restando che le strategie di studio non si limitavano alle flashcard per ripassare i vocaboli. Un altro studio svolto su discenti universitari thailandesi di inglese L2, l'esito dei pre-test e post-test focalizzati sul vocabolario ha mostrato come i risultati siano nettamente migliorati attraverso la ripetizione dilazionata. Inoltre, i discenti dopo 10 giorni di utilizzo di questa attività si ricordavano quasi l'80% delle parole target. Dopo 18 e 31 giorni, la percentuale era pressoché ancora identica; tuttavia, 60 giorni senza pratica, il tasso di ritenzione era pari al 75% circa, per cui gran parte delle parole target memorizzate è rimasta memorizzata nella memoria a lungo termine. In un altro studio, dei discenti giapponesi di 8-11 anni che apprendevano l'inglese L2 ha praticato il vocabolario con le flashcard e la ripetizione spaziata; questa strategia ha influenzato positivamente la ritenzione del vocabolario e a sua volta la motivazione verso la L2 e l'attitudine sono cambiate in positivo. Tuttavia, la classe era contenuta, gli incontri per praticare il vocabolario erano limitati a uno a settimana e il periodo di osservazione è stato breve.
In una ricerca svolta dal 2013 e il 2022 su 3180 studenti universitari di inglese L2, gli studenti hanno usato WordEngine per imparare dei vocaboli in inglese. In media, nel 2021 ogni studente conosceva in partenza 2854 parole e nel 2022, dopo un anno, ha imparato 1153 nuove parole, per cui il proprio vocabolario totale è aumentato del 40%. Dopo 11 anni di studio, i ricercatori hanno notato che i discenti che non avevano usato WordEngine nel 2021 in media avevano acquisito 2930 parole, per un totale di 266 parole per anno accademico; di contro, quelli che hanno usato WordEngine hanno imparato 1153 nuove parole per anno accademico, per cui i risultati erano più che quadruplicati. Infine, gli studenti che hanno usato il software e hanno tentato il TOEIC (Test of English for International Communication) hanno incrementato il loro punteggio finale in media di 30 punti. L'uso di WordEngine era previsto come attività settimanale obbligatoria, per cui era pienamente integrato nelle attività e nel curriculum; in totale, erano richieste da 300 a 350 risposte corrette come compito settimanale. L'autore ha consigliato di implementare strategie per rinforzare il lessico imparato in classe attraverso le app o per fare da ponte tra il lessico affrontato e/o imparato in classe con il lessico imparato attraverso le app.
Secondo uno studio svolto su discenti cinesi di inglese L2, lo studio e ripasso di vocaboli attraverso il cramming (e dunque le secchiate) ha portato allo sviluppo di un vocabolario recettivo/passivo, mentre l'uso della ripetizione spaziata ha portato allo sviluppo di un vocabolario produttivo/attivo/espressivo; nel primo caso, i discenti non si ricordano attivamente la parola e non la usano nella loro produzione orale o scritta (e dunque nell'output linguistico), tuttavia la riconoscono all'interno dell'input scritto o orale. Pertanto, delle strategie di esercitazione con i vocaboli e di produzione attiva non ansiogene sviluppano il vocabolario attivo se si affiancano all'uso delle flashcard e della ripetizione dilazionata; in altre parole, le flashcard da sole sono inefficaci non solo perché tolgono molte informazioni al vocabolo a partire dal contesto d'uso, connotati, sinonimi e antonimi, eventuale presenza di affissi ecc., ma promuovono una conoscenza passiva/recettiva del vocabolario. Se l'obiettivo del programma, docente e/o discente è usare la lingua attivamente, l'obiettivo non è centrato.
Una meta-analisi di 48 esperimenti incentrati sull'apprendimento delle L2 di Kim e Webb (2022) ha concluso che la spaziatura/dilazione ha avuto un effetto positivo medio-grande sull'apprendimento. Inoltre, la spaziatura breve e dunque le ripetizioni più ravvicinate erano efficaci tanto quanto le spaziature a intervalli più lunghi solo nei test immediati, cioè svolti nel brevissimo termine; di contro, le spaziature brevi sono meno efficaci nei test svolti non nell'immediato, per cui la memoria a lungo termine è aiutata dalle spaziature a intervalli più lunghi. Sempre all'interno della stessa meta-analisi, gli autori hanno spiegato come nessuno dei 48 studi abbia esaminato il nesso tra ripetizione spaziata e l'età dei discenti come variabile indipendente, per cui l'effetto dell'età sulla ripetizione spaziata resta non chiaro. La meta-analisi spiega anche la variabilità all'interno dell'effetto spaziatura (e dunque dei risultati) legandola a delle variabili:
- l'età: la ripetizione spaziata, se praticata nel lungo termine, beneficia più i giovani apprendenti rispetto agli adulti; gli adulti beneficiano anch'essi se le ripetizioni sono a intervalli tendenzialmente più lunghi
- l'obiettivo di apprendimento (vocabolario, grammatica e pronuncia): la ripetizione dilazionata è efficace con il vocabolario, ma mostra instabilità statistica con la grammatica; la pronuncia è meglio acquisita se la ripetizione dilazionata è a intervalli tendenzialmente brevi
- il numero di sessioni di ripetizione dilazionata: la ripetizione dilazionata è efficace nel lungo termine se le sessioni di ripetizione dilazionata sono più di una. Quando è solo una, gli intervalli tendenzialmente lunghi portano a una migliore memorizzazione; se sono più di una, la differenza tra intervalli tendenzialmente lunghi e brevi è nulla in termini di efficacia.
- il tipo di pratica (studio per esercitarsi o studio per superare un test): nello studio per un test, gli intervalli tendenzialmente lunghi sono più efficaci, mentre nello studio per esercitarsi, la differenza tra intervalli tendenzialmente lunghi e brevi è nulla in termini di efficacia.
- il tipo di attività affiancate in cui si fa pratica (associazioni di coppie, attività di comprensione come la scelta multipla, attività di produzione come il "riempi lo spazio vuoto" e attività miste): gli intervalli tendenzialmente più brevi sono più efficaci nel caso di attività di produzione, mentre quelli tendenzialmente più lunghi sono più efficaci nel caso di attività di comprensione e di associazioni di coppie
- il feedback timing (in caso di presenza di feeback, c'è una differenza tra feedback immediato dopo ogni risposta o feedback ritardato): la presenza di feedback nelle attività di ripetizione spaziata migliora le competenze; probabilmente la ritenzione è più alta se il feedback è ritardato, ma il campione molto piccolo non permette una conclusione definitiva; infine, gli intervalli tendenzialmente più lunghi funzionano meglio con il feedback ritardato
- la frequenza di pratica: più la frequenza di pratica è alta, più la ripetizione dilazionata ha effetti positivi (sempre tenendo conto che la ripetizione è dilazionata a intervalli crescenti)
- l'intervallo di ritenzione ("retention interval", RI): la relazione tra ripetizione dilazionata e RI è positiva ma bassa.

Tra le implicazioni pedagogiche e andragogiche degli autori nello stesso paper sia per gli apprendenti giovani e adulti di L2, spicca quella di utilizzare la ripetizione dilazionata a intervalli più brevi per la pronuncia laddove le regole di pronuncia sono più ostiche: in tal modo, i discenti possono sia memorizzare meglio la pronuncia che notare/ripassare i pattern più difficili.

### Il sistema Leitner

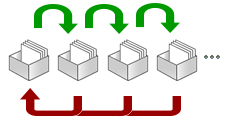
Nel sistema Leitner risposte corrette fanno avanzare le carte e risposte sbagliate le fanno retrocedere. Ogni scatola contiene carte che vanno testate ad intervalli differenti

L'inventore di questa tecnica fu Sebastian Leitner (1919-1989), il quale la applicò ad un rudimentale sistema di studio di memorizzazione generica.
Leitner era un divulgatore scientifico tedesco che nel 1973 pubblicò So lernt man lernen ("Come imparare ad imparare"), dove descriveva il "sistema Leitner": il metodo prevedeva la formulazione delle nozioni da imparare come accoppiate domanda e risposta, le quali dovevano essere scritte una davanti e una dietro un cartoncino per il ripasso, chiamato in tedesco Lernkartei (noto internazionalmente come flashcard); i mazzi di flashcard venivano tenuti in scatole graduate per difficoltà delle informazioni contenute.
Si pescava ogni giorno dalla scatola più difficile, interrogandosi con il davanti della carta: se si sapeva rispondere, la carta poteva passare alla scatola successiva, più facile, se non si ricordava il dietro della carta, questa doveva rimanere tra le difficili. I mazzi più facili andavano rivisti meno frequentemente, ad intervalli prestabiliti (esempio: mazzo 2 ogni 3 giorni, mazzo 3 ogni 6, mazzo 4 ogni 10), se si sbagliava una risposta dei mazzi più facili, la flashcard andava riportata al mazzo difficile.

### Il metodo Pimsleur
Il linguista Paul Pimsleur nel 1967 propose un suo metodo di apprendimento linguistico, basato in gran parte sull'effetto intervallo e sull'effetto ritardo. Il suo metodo fu il primo metodo di ripetizione spaziata a diventare mainstream. Il Metodo Pimsleur è basato sulla presentazione di vocaboli graduale e su tempi di ripetizione dei test molto precisi, come: 5 secondi, 25 secondi, 2 minuti, 10 minuti, 1 ora, 5 ore, 1 giorno, 5 giorni, 25 giorni, 4 mesi e 2 anni. Il difetto di questo metodo è la precisione estrema dei tempi di ripetizione, per cui non sono sufficientemente flessibili per adattarsi alla curva dell'oblio del singolo discente di L2. Di contro, il sistema Leitner è più flessibile e si adatta meglio al discente.

### Altri studi
Dopo quelli di Ebbinghaus furono pubblicati altri lavori scientifici a tema, fra cui Psychology of Study di Cecil Alec Mace (1932). Nel 1939, H.F. Spitzer misurò l'effetto di spaziatura su 3600 studenti, dimostrando l'efficacia del metodo. Dopo un calo di pubblicazioni, negli anni '60, gli psicologi cognitivi ripresero interesse per questi studi. Fra essi si contano Melton (1970) e Landauer e Bjork (1978), che esplorarono più in dettaglio gli effetti della lunghezza della dilazione di ripetizione per migliorare il ricordo.
Gli studi sulla ripetizione spaziata in vari ambiti, tra cui l'apprendimento esplicito del vocabolario delle L2, sono tuttora svolti.
Alcuni studi sembrano indicare che la lunghezza precisa dell'intervallo di ripetizione non abbia un grande influenza sull'efficacia dell'algoritmo di studio implementato, mentre altri studi sembrano suggerire una certa differenza di efficacia fra intervalli variabili e intervalli prefissati.

## Le flashcard virtuali e la ripetizione spaziata

### I vantaggi delle flashcard virtuali

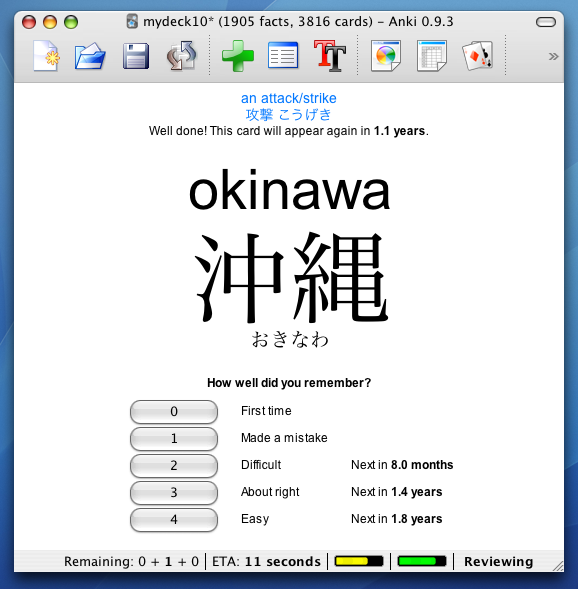
Anki, un noto software che implementa i principi della ripetizione spaziata con algoritmo SM

La ripetizione spaziata, con lo sviluppo dell'informatica, si è spostata all'interno di software e dunque di artefatti intangibili; le stesse flashcard si sono dematerializzate in delle versioni digitali e paperless. Queste applicazioni sono oggi disponibili anche online e la caratteristiche di essere facili da usare per gli utenti (user-friendly) e di basarsi su attività gamificate le rende attraenti (Munday, 2016).
Inoltre, le flashcard virtuali accessibili in particolare dalle app per smartphone e dunque attraverso una tecnologia didattica portatile permettono di superare un grande ostacolo nella ripetizione spaziata a intervalli crescenti e altri due grandi ostacoli nello studio delle lingue. La ripetizione spaziata infatti è talvolta inconciliabile con gli impegni quotidiani e/o il proprio stile di vita; contemporanemente, i discenti che fissano nella memoria a lungo termine in modo esplicito un vasto vocabolario in L2 (incluse le sequenze formulaiche come gli idiomi, i convenevoli e i verbi frasali) non hanno opportunità di praticare la ripetizione spaziata a intervalli crescenti direttamente in classe, in cui il tempo è scarso, gli argomenti in programma sono tanti e le attività non possono essere interrotte spesso; infine, un vasto vocabolario da ripassare con l'estrazione di flashcard corrisponde a un enorme numero di flashcard da portarsi dietro e maneggiare. Le flashcard virtuali risolvono tutti e tre questi grandi ostacoli siccome sono consultabili con una tecnologia didattica snella e portatile (lo smartphone), sono consultabili a casa e/o in generale fuori dall'aula e non occupano alcuno spazio fisico. Inoltre, mezzi come lo smartphone sono posseduti universalmente, per cui non esiste un divario digitale basato sulla possibilità di accedere a questa tecnologia didattica: i discenti di quasi ogni età possono usare lo smartphone e le flashcard per fare ripetizione spaziata.
L'apprendimento o acquisizione di una L2 attraverso tecnologie didattiche portatili è detto Mobile Assisted Language Learning (MALL), che si affianca al Computer Assisted Language Learning (CALL); quest'ultimo prevede l'uso di dizionari online, corpora, videoconferenze con docenti e nativi, Free Voluntary Reading (FVR), esercizi online e l'uso delle flashcard con ripetizione dilazionata e effetto ritardo. Anche rispetto al computer, lo smartphone in particolare ha il vantaggio di essere sempre portatile e di essere snello, facile da usare e conveniente. La presenza di queste tecnologie permette anche ai discenti di essere autonomi e dunque di studiare e ripassare da soli qualunque argomento, incluse le lingue straniere; pertanto, creano un ambiente centrato sullo studente o "studento-centrico" (student-centered) (Burston, 2013). In particolare, i discenti universitari che studiano le L2 usano lo smartphone per consultare dizionari online durante lo studio esplicito del vocabolario o per messaggiare in lingua straniera (Wrigglesworth e Harvor, 2018); a queste applicazioni, si possono aggiungere le app di flashcard. L'uso degli smartphone direttamente in classe in attività didattiche che prevedono l'uso di tali tecnologie portano i discenti a studiare di più nel tempo libero e diventare più autonomi nello studio (Leis, Tohei e Cooke, 2015); in particolare, l'uso dello smartphone nello studio delle L2 porta allo sviluppo dell'autonomia nello studio dei discenti, secondo una revisione di 350 studi sulla tecnologia e apprendimento delle lingue straniere di Golonka, Bowles, Frank et. al (2014). A sua volta, lo studio autonomo e la consapevolezza dell'autonomia raggiunta portano all'aumento della motivazione e alla diminuzione dell'ansia. Lo studio in autonomia in particolare di una L2 porta a un'espansione del vocabolario del discente, per cui le ricadute sul processo di acquisizione della L2 sono positive (Tseng e Schmitt, 2008).

### Flashcard e (de)motivazione verso le L2
In generale, i discenti apprezzano le flashcard online e hanno un'attitudine generalmente positiva verso il MALL e dunque l'uso dello smartphone nello studio (Chien, 2015). Inoltre, la motivazione nell'acquisizione delle lingue straniere permette ai discenti di prestare attenzione al materiale linguistico a cui sono esposti, oltre ad apprezzare le attività. In uno studio di Gardner e MacIntyre (1991), dei discenti di francese L2 sono stati suddivisi in due gruppi: entrambi dovevano memorizzare 26 parole in francese, ma un gruppo sarebbe stato ricompensato con 10$ in caso di almeno 24 memorizzazioni corrette (cioè quasi tutti i vocaboli), mentre l'altro no. Il gruppo a cui era stata promessa la remunerazione ha ottenuto risultati maggiori rispetto all'altro gruppo. Pertanto, la motivazione gioca un ruolo fondamentale anche nell'acquisizione specificatamente del vocabolario.
In uno di Hanson e Brown, i discenti universitari che stavano apprendendo il vocabolario in spagnolo base con Anki non sono stati costanti nell'uso quotidiano delle flashcard e dunque della pratica della ripetizione dilazionata con l'app. Un simile fenomeno di incostanza è stato osservato anche da Nielson (2011) e in uno studio di Read e Kukulska-Hulme (2015). Hanson e Brown hanno interpretato il fenomeno in base ai feedback dei discenti. In base alle risposte, i discenti hanno mostrato dei precisi tratti di demotivazione verso l'attività di uso delle flashcard online:
- i discenti detestavano ripassare vocaboli sui quali erano già testati e preferivano ripassare i vocaboli sui quali sarebbero stati testati
- i discenti non si ricordavano dei vocaboli nonostante i vari quiz
- l'interfaccia dell'app era scarna e dunque non coinvolgente, per cui perdevano la motivazione e l'attenzione.[8]

La prima causa mostra un mindset dei discenti orientato alla motivazione estrinseca/esterna nello studio dello spagnolo L2, in tal caso determinata dall'ottenimento di un buon voto (o, nello studio di Gardner e MacIntryre del 1991, dalla promessa di ricevere 10$); la loro motivazione non era intrinseca/interna, cioè basata sul fatto che amano conoscere e sapere parlare la lingua spagnola a prescindere dai voti, dal lavoro futuro e dall'obbligo scolastico. Pertanto, pensavano che ripassare delle parole "vecchie" fosse inutile. la seconda causa deriva dalla capacità di memoria dei singoli discenti e dalle loro capacità cognitive e dal livello linguistico pregresso di ogni discente: gli studenti più avanzati riescono a creare connessioni con una maggiore facilità. Tuttavia, i discenti hanno mostrato un cambiamento psicologico lungo il tempo siccome a fine semestre siccome i livelli di motivazione verso la lingua spagnola e di autoefficacia sono aumentati; i discenti hanno anche compreso che lo sforzo è più importante per il successo nell'acquisizione delle L2 rispetto alle abilità innate vere o presunte tali. Il pensiero dei discenti è allineato alle teorie implicite dell'intelligenza, cioè le teorie che spiegano come l'intelligenza e le abilità di una persona possano evolvere nel tempo; un grande contributo a tali teorie è stato dato da Carol Dweck, che è anche la teorizzatrice del mindset della crescita.

## Gli algoritmi dei software di ripetizione spaziata
Gli algoritmi utilizzati dai principali software di ripetizione spaziata permettono di calcolare la spaziatura delle ripetizioni e dunque la presentazione delle flashcard. Essi sono di vari tipi:
- Basati su reti neurali (come ad esempio FullRecall)
- Basati sul Sistema Leitner - 5 livelli arbitrari con tempi di ripetizione predefiniti (come per esempio jMemorize)
- Algoritmi basati sul sistema SM (SuperMemo) - questo algoritmo è fra i più diffusi

### L'algoritmo di SuperMemo
Nel 1982 Piotr Woźniak, uno studente polacco di Biologia molecolare all'Università di Poznań (1980-1985), era insoddisfatto dei suoi progressi nello studio. Dunque, ignaro degli studi di Ebbinghaus, iniziò uno in uno studio personale per migliorare i propri risultati. Dal 1985 al 1990 studiò Informatica Applicata sempre a Poznań e scrisse la tesi "Optimization of learning. A new approach and computer application" (1990). La sua tesi di laurea magistrale contiene le basi del suo primo programma per computer che impiegava le ripetizioni spaziate, noto come SuperMemo (SM), ed è stata aggiornata nel 1997. Ha poi fondato il SuperMemo Store nel 1991 e, nel 1995, conseguì il PhD all'Università di Economia di Breslavia a Wroclaw pubblicando il lavoro "Economics of learning: New aspects in designing modern computer aided self-instruction systems", che a sua volta è la base dell'ottava versione del suo algoritmo (SM-8).
Le varie versioni del programma hanno portato ad evoluzioni diverse dell'algoritmo utilizzato, che è stato modificato e migliorato volta per volta da Wozniak mediante una sperimentazione continua effettuata in prima persona. Il principio di base dell'algoritmo è il seguente:
1. SuperMemo effettua una domanda
2. L'utente risponde basandosi sulla propria memoria
3. Lo stesso utente, una volta visionata la risposta corretta, valuta il proprio livello di memorizzazione (da A ad E oppure da 0 a 5)

SuperMemo calcola quindi gli intervalli adatti per ogni flashcard tramite un algoritmo specifico.
L'algoritmo iniziale di Wozniak era allora implementato solo con carte fisiche e viene indicato come SM-0; l'ultima versione dell'algoritmo è SM-19 ed è uscita nel 2024.

### L'algoritmo di Duolingo
Un esempio nel dettaglio è l'algoritmo basato sul modello HLR (Half-Life Regression), usato specificatamente per l'acquisizione delle lingue straniere. l'algoritmo combina la teoria psicolinguistica con le moderne tecniche di apprendimento delle macchine e stima in modo indiretto la durata nella memoria a lungo termine del discente di un vocabolo o concetto. Burr Settles e Brendan Meeder hanno inventato questo algoritmo nel 2016 e l'hanno applicato a Duolingo, una nota piattaforma online per l'apprendimento delle L2. L'algoritmo, oltre a ottenere dei buoni risultati, ha aumentato il coinvolgimento (engagement) dei discenti del 12%. Gli algoritmi sviluppati in particolare tra gli Anni '60 e gli Anni '80 non erano creati per essere gestiti dai computer ed erano molto più semplici e basati su pochi parametri; di contro, gli algoritmi per computer sono più complessi e possono raccogliere in tempo reale molti dati usati poi per allenarsi attraverso modelli statistici.

### L'algoritmo MEMORIZE
Tabibian, Upadhyay, De et al. nel 2019 si sono lamentati che gli algoritmi di ripetizione spaziate non sfruttavano il monitoraggio molto fine che è dato dai mezzi tecnologici odierni. Pertanto, ha sviluppato un nuovo algoritmo ottimale e scalabile detto "MEMORIZE" che si adatta alla performance del discente in quanto è data-driven ed è utilizzabile online. L'algoritmo è basato sul framework delle "elaborazioni dei punti temporali marcati" (marked temporal point processes) (Aalen , Borgan e Gjessing, 2008) ed è fondamentalmente un problema di controllo ottimale che contiene delle equazioni differenziali stocastiche con dei salti. La risoluzione del problema coinvolge la ricerca di una soluzione dell'equazione di Hamilton-Jacobi-Bellman (HJB), un'equazione differenziale alle derivate parziali non lineare usata nella teoria dei sistemi dinamici, e il principio di ottimalità di Bellman (Bellman's Principle of Optimality).

### Lista di software
- SuperMemo (SM)
- Duolingo
- jMemorize
- Anki
- Linguatorium,[47] basato sulle ricerche pubblicate del relativo team[48]
- eSpindle Learning
- Flashcard Exchange
- Flashcards Deluxe
- FullRecall
- Learning With Texts
- MemoryLifter
- Mnemosyne
- OpenCards
- Quizlet
- Mosalingua

### Programmi SRS
- Anki, su ankisrs.net.
- eSpindle Learning, su learnthat.org.
- Flashcard Exchange, su flashcardexchange.com.
- Flashcards Deluxe, su http://orangeorapple.com/Flashcards
- FullRecall, su fullrecall.com.
- jMemorize, su github.com.
- Learning With Texts, su sourceforge.net.
- MemoryLifter, su memorylifter.com. URL consultato il 19 ottobre 2019 (archiviato dall'url originale il 29 maggio 2019).
- Mnemosyne, su mnemosyne-proj.org.
- MosaLingua, su mosalingua.com.
- OpenCards, su opencards.info.
- SuperMemo, su nuke.supermemo.it. URL consultato il 26 febbraio 2012 (archiviato dall'url originale l'11 febbraio 2012).